# Hippeastrum ferreyrae
Hippeastrum ferreyrae é uma planta bulbosa herbácea perene , pertencente à família Amaryllidaceae, nativa do Peru.

## Descrição
Hippeastrum ferreyrae é considerada uma espécie ameaçada de extinção de acordo com a IUCN (1997).

## Taxonomia
A espécie foi descrita pela primeira vez e nomeada por Hamilton Paul Traub em 1950 como Amaryllis ferreyrae. Foi transferido para o gênero Hippeastrum por Roy Emile Gereau e Lois Brako em 1993.